# Устьянцево (Єткульський район)
Устянцево (рос. Устьянцево) — присілок у Єткульському районі Челябінської області Російської Федерації.
Входить до складу муніципального утворення Селезянське сільське поселення. Населення становить 134 особи (2010).

## Історія
Від 1 березня 1924 року належить до Єткульського району Челябінської області.
Згідно із законом від 16 листопада 2004 року органом місцевого самоврядування є Селезянське сільське поселення.

## Населення
| 2002 | 2010 |
| ---- | ---- |
| 151  | ↘134 |